# كاندي جونسون
كاندي جونسون (بالإنجليزية: Candy Johnson)‏ هي مغنية وعازفة جاز وممثلة أمريكية، ولدت في 8 فبراير 1944 في لوس أنجلوس في الولايات المتحدة، وتوفيت في 21 أكتوبر 2012 في كورونا في الولايات المتحدة.

## وصلات خارجية
- كاندي جونسون على موقع IMDb (الإنجليزية)